# Elephant (2020)
Elephant (bra: Elefante; prt: Os Elefantes) é um documentário americano sobre elefantes, dirigido por Mark Linfield e Vanessa Berlowitz e narrado por Meghan, Duquesa de Sussex. É o décimo quinto documentário sobre a natureza a ser lançado sob o rótulo Disneynature. O filme foi lançado em 3 de abril de 2020 junto com Dolphin Reef no Disney+.

## Enredo
No deserto de Kalahari, no sul da África, muitos elefantes africanos se preparam para migrar de sua casa para um paraíso gramado.
O rebanho é liderado por sua grande matriarca Gaia e sua irmã mais nova Shani, que ajudou a manter sua família segura. Shani também tem criado seu filho espirituoso Jomo, um jovem elefante muito enérgico que só quer brincar com os outros animais, como lechwes e babuínos.
Quando a terra está prestes a secar, Gaia conduz os elefantes a um poço quase seco para aproveitar a lama antes de deixar o deserto. Eles logo se juntam a outros elefantes que visitam, brincam e bebem da água. Quando a água seca, Gaia percebe um bebê elefante sufocando e preso na lama, então ela vai em seu resgate, e o bebê se reencontra com sua mãe.
O rebanho deixa o deserto para se juntar aos outros elefantes na longa jornada, eles fazem uma pausa para o almoço para ter uma reunião familiar com outros rebanhos de elefantes, com alguns não vendo Gaia por mais de um ano. Jomo começa a fazer novos amigos com os outros elefantes bebês e, por muito tempo, Shani se reúne com muitos de seus primos há muito perdidos. O rebanho de Gaia e outros rebanhos de elefantes não têm sorte ao tentar encontrar comida, mas um elefante macho (que está visitando sua família) usa sua tromba para soltar um monte de vagens das árvores. Todo mundo mastiga alegremente.
O rebanho de Gaia encontra caminhos antigos que seus ancestrais criaram quando migraram. Quando eles alcançaram um poço seco, eles notaram um esqueleto de elefante. Shani mostra a um Jomo confuso uma lição de vida. A manada segue em frente e encontra outro poço (desta vez com água). Enquanto os elefantes bebem, Jomo brinca com um grupo de javalis. A água foi arruinada por seus visitantes anteriores, então os elefantes mastigam árvores Mopani, mas são expulsos por lagartas que comem as árvores inteiras.
O rebanho continua sua jornada para uma pequena ilha. Não há água para eles beberem, mas Gaia leva seu rebanho até os baobás, onde eles podem beber água de sua seiva. Shani ensina os jovens elefantes a obterem seiva rasgando a casca grossa. O rebanho descansa na ilha durante a noite.
Continuando sua jornada, o rebanho penetra em tempestades de areia. Shani e Gaia sentem o chão tremendo, o que significa um rio próximo, mas ficam desesperados quando chegam ao rio. É muito abaixo das falésias onde estão os elefantes, mas graças à ajuda de um bando de pássaros Quelea, o rebanho segue para Victoria Falls, o lugar que Gaia tem procurado. O rebanho bebe alegremente, mas logo é confrontado por crocodilos. Felizmente, ninguém se machucou quando eles cruzaram o rio. Eles chegam às ilhas, e o rebanho aproveita seus tempos em Victoria Falls e até mastiga nozes.
Enquanto isso, nas terras altas de Angola, a chuva começa a cair, o que significa que a água está indo para o Delta do Okavango, a casa de Shani e Jomo.
Logo depois, Gaia começa a ficar cansada e fraca e acha a comida difícil de comer. Ela e o rebanho começam a voltar para o Okavango. Shani ajuda Gaia a reunir o rebanho, com Jomo ao seu lado. Gaia percebe que as quedas angolanas são precoces, e ela e Shani imediatamente reúnem a manada para usar o caminho mais curto, mas logo se vêem confrontados por um orgulho de Leões. Enquanto os elefantes se acomodam para a noite, os leões atacam Jomo, mas ele é salvo por Shani. Mas, pela manhã, Gaia morre, com o rebanho compartilhando um triste adeus à sua matriarca, enquanto os leões compartilham seu banquete. Shani acha difícil liderar os outros elefantes. Uma semana depois, um elefante dá à luz um filhote recém-nascido. Jomo não se impressiona, mas logo deixa de ser o bebê da família e se anima com seu novo companheiro.
Shani logo usa as memórias de Gaia, e começa a conduzir o rebanho de volta ao Delta. Eles logo são confrontados por uma manada rival de elefantes, que vai atrás do filhote recém-nascido. Shani mantém sua posição na matriarca rival, e as rivais recuam. Eles voltam para o Okavango, onde a terra está voltando à vida. O rebanho logo aceita Shani como a nova matriarca, enquanto Jomo ensina o bezerro recém-nascido a brincar com os outros animais.

## Recepção
No agregador de resenhas Rotten Tomatoes, o filme tem uma classificação de aprovação de 77% com base em 22 resenhas, com uma classificação média de 6,5 / 10. No Metacritic, o filme tem uma pontuação média ponderada de 61 em 100, com base em 11 críticos, indicando "críticas geralmente favoráveis".